# Спидо
„Спидо“  (на английски: Speedo) е английска компания, произвеждаща облекла и аксесоари за плуване със седалище в Нотингам. Тя е най-големият производител на плувна екипировка в света. Фирма със същото име има и в САЩ, но тя е напълно отделна компания и продуктите на двете фирми споделят само типичното логото.